# Корпус капеланів Сполучених Штатів
Ця стаття стосується організації, не пов'язаної з військовими США.
Корпус капеланів Сполучених Штатів є християнською неконфесійною організацією, яка надає міністерську допомогу та іншу допомогу військовослужбовцям, ветеранам та членам їх сімей. ККСШ також бере активну діяльність у сфері реагування на катастрофи, забезпечуючи необхідну та оцінену міністерську присутність. Члени ККСШ носять характерні уніформи та використовують звання та позначення підрозділів, аналогічні тим, як у армії США. Однак, ККСШ не є суб'єктом господарювання та не підтримує жодної гілки військових служб чи уряду Сполучених Штатів . Корпусом капеланів Сполучених Штатів керує Рада директорів, голова правління якої також займає посаду Національного командувача.
Ця група прагне розповсюдити Євангеліє Господа Ісуса Христа та допомогти тим, хто потребує, за допомогою різних проектів просвітницької діяльності в США, які проводяться волонтерами.